# Bolsa de Corredores de Valparaíso
Die Bolsa de Corredores de Valparaíso (BOVALPO) war eine chilenische Wertpapierbörse mit Sitz in der gleichnamigen Stadt.

## Geschichte

### Anfänge
Die ersten Vorboten von Vereinigungen von Kaufleuten und Finanzinstituten in Valparaíso finden sich im Jahr 1845 im zweiten Stock eines Gebäudes an der Plaza de la Intendencia, dem heutigen Sotomayor, wo eine „Tauschbörse“ eingerichtet wurde.
Die heutige Inkarnation des Aktienmarktes hat ihren Ursprung in informellen Transaktionen mit Aktien, Anleihen und Wechseln, die seit 1880 als Reaktion auf die finanziellen Bedürfnisse von Versicherungsgesellschaften, Banken, Handelshäusern, Reedereien und Industriebetrieben im Hafen, im Büro des Auktionators Alfredo Lyon Santa María, durchgeführt wurden.

### Bolsa de Valores de Valparaiso
Im Jahr 1892 wurde die Brokers' Hall gegründet, die 1898 ihre Gründung als Valparaíso-Börse formalisierte. Zu diesem Zeitpunkt gab es in Valparaíso etwa 160 Unternehmen. Am 4. März 1905 erhielt sie ihren heutigen Namen als Valparaíso Stock Exchange. Anfangs waren die Transaktionen an dieser Börse aufgrund des hohen Grades der Koordinierung des Handels im Hafen größer als an der entsprechenden Börse in Santiago. Mit der Veröffentlichung des Gesetzes Nr. 18.045 über Wertpapiermärkte im Jahr 1981 musste die Börse sich am 3. Januar 1983 auflösen, da sie nicht in der Lage war, ein Kapital von 60.000 Unidades de Fomento aufzubringen, um den Betrieb fortzusetzen.
Bolsa de Corredores de Valparaíso (1987–2018)
Eine spätere Änderung durch das Gesetz Nr. 18.350 (1984) senkte die Anforderung auf 30.000 UF, womit am 17. März 1987 ein Unternehmen neu gegründet wurde, das der historische Nachfolger der Broker Exchange ist und seine Aktivitäten am 8. April 1988 wieder aufnahm. Wie jedes chilenische Finanzinstitut stand es zu dieser Zeit unter der Aufsicht der Aufsichtsbehörde für Wertpapiere und Versicherungen. Am 5. Oktober 2018 widerrief die Finanzmarktkommission die Betriebsgenehmigung der Börse Valparaíso, so dass die Institution am 8. desselben Monats ihre Türen endgültig schloss.